# Mitre Peak
Il Mitre Peak (Rahotu in lingua māori) è una montagna che si affaccia sul Milford Sound, un fiordo situato nell'Isola del Sud, in Nuova Zelanda. La montagna è una delle attrazioni turistiche più importanti del paese.

## Etimologia
Il nome inglese della montagna risale al 1851, quando John Lort Strokes, capitano della nave HMS Acheron, notò che la sua forma era simile a una mitra, copricapo indossato dai vescovi cristiani. Il precedente ma meno usato nome in māori è Rahotu.

## Geografia
Anche se dall'imboccatura del fiordo e nella maggior parte delle immagini che lo raffigurano appare come un'unica vetta, il Mitre Peak è composto da cinque cime: la vetta più elevata, alta 1 683 m, e altre quattro sottocime, visibili dai lati della montagna.
La montagna fa parte del Parco nazionale del Fiordland, che insieme ad altri tre parchi costituisce dal 1990 il Patrimonio UNESCO di Te Wāhipounamu.

## Alpinismo
Il primo tentativo di raggiungere la vetta del Mitre Peak fu effettuato nel 1883 dallo scozzese Donald Sutherland e dal pittore neozelandese Samuel Mereton, che desistettero a causa della difficoltà del percorso e delle condizioni meteorologiche.
Diciotto anni dopo, il 13 marzo 1911, il neozelandese Jim Dennistoun raggiunse la sommità del Mitre Peak, accompagnato da Joe Beaglehole, che però si fermò prima di arrivare in cima. Donald Sutherland, che aveva fallito nel suo tentativo, sostenne che Dennistoun non avesse veramente raggiunto la vetta, perché, secondo lui, era impossibile da scalare. La prima ascensione di Dennistoun fu confermata quando nel 1914 anche altri due alpinisti neozelandesi raggiunsero la cima, rinvenendo in un piccolo cairn il fazzoletto di Dennistoun.

## Nell'arte
Per via del suo aspetto scenografico il Mitre Peak è stato raffigurato in molti dipinti, tra cui spiccano un acquerello degli anni 70 dell'Ottocento realizzato da John Hoyte e un grande dipinto a olio del neozelandese Charles Decimus Barraud.